# Хаджидимово
Хаджи́димово (болг. Хаджидимово) — місто в Благоєвградській області Болгарії. Адміністративний центр громади Хаджидимово.

## Населення
За даними перепису населення 2011 року у місті проживали 2730 осіб.
Національний склад населення міста:
| Національність   | Кількість осіб | Відсоток |
| ---------------- | -------------- | -------- |
| болгари          | 2336           | 89,2%    |
| цигани           | 263            | 10,0%    |
| не визначились   | 15             | 0,6%     |
| Всього відповіли | 2618           |          |

Розподіл населення за віком у 2011 році:
Динаміка населення: